# Freaky Fortune
«Freaky Fortune» — грецький музичний дует. Складався з вокаліста Ніколаса Раптакіса (грец. Νικόλας Ραπτάκης) та продюсера Теофілоса Пузбуріса (грец. Θεόφιλος Πουζμπούρης). Разом з виконавцем Riskykidd колектив представляв Грецію на пісенному конкурсі Євробачення 2014 у Копенгагені, Данія, з піснею «Rise Up».